# خوان كارلوس (لاعب كرة قدم، مواليد 1988)
خوان كارلوس مارتين كورال (بالإسبانية: Juan Carlos Martín Corral)‏ (20 يناير 1988 بوادي الحجارة في إسبانيا - ) هو لاعب كرة قدم إسباني في مركز حراسة المرمى. لعب مع رايو فايكانو ب ورايو فايكانو ونادي إلتشي ونادي إيركوليس ونادي غوادالاخارا ونادي قرطبة.

## وصلات خارجية
- خوان كارلوس مارتين كورال على موقع الاتحاد الأوربي (الإنجليزية)
- خوان كارلوس مارتين كورال على موقع قاعدة بيانات كرة القدم.إي يو (الإنجليزية)
- خوان كارلوس مارتين كورال على موقع Soccerbase.com (لاعب) (الإنجليزية)
- خوان كارلوس مارتين كورال على موقع Soccerway.com (الإنجليزية)
- خوان كارلوس مارتين كورال على موقع عالم كرة القدم.نت (الإنجليزية)
- خوان كارلوس مارتين كورال على موقع AS.com (الإسبانية)